# 帕雷西斯河畔新坎波
帕雷西斯河畔新坎波是巴西马托格罗索州的一个市镇。总面积9448.384平方公里，总人口22258人，人口密度2.4人/平方公里。